# Блумфілд (Нью-Джерсі)
Блумфілд (англ. Bloomfield) — селище (англ. village) в США, в окрузі Ессекс штату Нью-Джерсі. Населення — 53 105 осіб (2020).

## Демографія
Згідно з переписом 2010 року, у селищі мешкало 47 315 осіб у 18 387 домогосподарствах у складі 11 765 родин. Було 19470 помешкань
Расовий склад населення:
| - 59,6 % — білих - 18,5 % — чорних або афроамериканців - 8,2 % — азіатів - 0,4 % — корінних американців - 9,3 % — осіб інших рас |

До двох чи більше рас належало 3,9 %. Частка іспаномовних становила 24,5 % від усіх жителів.
За віковим діапазоном населення розподілялося таким чином: 21,2 % — особи молодші 18 років, 66,8 % — особи у віці 18—64 років, 12,0 % — особи у віці 65 років та старші. Медіана віку мешканця становила 37,7 року. На 100 осіб жіночої статі у селищі припадало 89,6 чоловіків;  на 100 жінок у віці від 18 років та старших — 86,4 чоловіків також старших 18 років.
Середній дохід на одне домашнє господарство  становив 89 022 долари США (медіана — 72 840), а середній дохід на одну сім'ю — 103 320 доларів (медіана — 86 586). Медіана доходів становила 54 821 долар для чоловіків та 51 655 доларів для жінок. За межею бідності перебувало 8,0 % осіб, у тому числі 8,8 % дітей у віці до 18 років та 8,9 % осіб у віці 65 років та старших.
Цивільне працевлаштоване населення становило 25 511 осіб. Основні галузі зайнятості: освіта, охорона здоров'я та соціальна допомога — 29,9 %, науковці, спеціалісти, менеджери — 11,6 %, роздрібна торгівля — 11,0 %.